# Kirsten Dunst
Kirsten Caroline Dunst, ameriška filmska in televizijska igralka, pevka ter fotomodel, *30. april 1982, Point Pleasant, New Jersey, Združene države Amerike.
Kirsten Dunst je svojo igralsko kariero začela v segmentu Ojdipov brodolom Woodyja Allena za omnibus Zgodbe iz New Yorka (1989). Pri dvanajstih letih je zaslovela kot Claudia v filmu Intervju z vampirjem (1994), za katerega si je prislužila nominacijo za Zlati globus v kategoriji za »najboljšo stransko igralko«. V istem letu je ponoven uspeh prejela s filmom Čas deklištva.
Kirsten Dunst je mednarodni uspeh doživela, ko je upodobila Mary Jane Watson v filmski trilogiji Spider-Man (2002–2007). Od takrat je zaigrala tudi v romantični komediji Wimbledon (2004), romantično-fantastičnem filmu Večno sonce brezmadežnega uma (2004) in v tragikomediji Camerona Crowea Elizabethtown (2005). Zaigrala je glavno vlogo v filmu Sofie Coppole Marie Antoinette (2006) in v komediji Kako izgubiti prijatelje in se odtujiti od ljudi (2008).
V letu 2001 je Kirsten Dunst prvič zapela v filmu Pozabi me!, za katerega je zapela dve pesmi. Zapela je tudi jazz pesem »After You've Gone« za konec filma Špica (2001). V letu 2008 je Kirsten Dunst potrdila, da trpi za depresijo, zaradi česar je odšla v center za zdravljenje, preden je marca odšla iz njega, da bi nadaljevala s svojo kariero.

## Zgodnje življenje
Kirsten Caroline Dunst se je rodila v Point Pleasantu, New Jersey, Združene države Amerike, kot prvi otrok Inez (rojena Rupprecht) in Klausa Dunsta. Ima mlajšega brata Christiana (rojen 1987). Njen oče je po poklicu serviser, njena mama pa je umetnica in lastnica galerije. Kirsten ima nemške korenine po očetovi strani in švedske korenine po mamini.
Do šestega leta je živela v New Jerseyju in se šolala v šoli Ranney School, potem pa se je z mamo in mlajšim bratom leta 1991 preselila v Los Angeles, Kalifornija. Leta 1995, torej štiri leta pozneje, je njena mama vložila zahtevo za ločitev. Naslednje leto se je Kirsten začela šolati na zasebni katoliški srednji šoli Notre Dame v Los Angelesu.
Po končani srednji šoli se je želela osredotočiti na igralstvo, s katerim je začela pri osmih letih. V najstniških letih se je težko soočala z uspehom in nenadno slavo, za vse skupaj pa je v nekem obdobju krivila svojo mater, ker jo je še kot otroka uvedla v igralsko industrijo. Kakorkoli že, kasneje je povedala, da je njena mama »... vedno imela samo najboljše namene«. Ko so jo vprašali, če obžaluje, da je preskočila svoje otroštvo za nadaljevanje igralske kariere, je rekla: »No, ni običajno, da odraščaš na tak način, ampak to je način, na katerega sem odraščala in ne bi ga rada spremenila.«

## Kariera

### Zgodnje delo
S svojo kariero je Kirsten Dunst začela pri komaj treh letih, ko je nastopala kot otroški fotomodel v televizijskih reklamah. Imela je pogodbo s Ford Models in Elite Model Management. Pri osmih letih se je prvič pojavila na filmu; v kratkem filmu Woodyja Allena Oedipus Wrecks , kjer je imela le manjšo vlogo. Kasneje je dobila vlogo hčerke Toma Hanksa v filmu The Bonfire of the Vanities leta 1990, leta 1993 pa je zaigrala vlogo Hedril v sedmi epizodi sedme sezone televizijske serije Zvezdne steze: Naslednja generacija.

### Uspeh in kritike
Preboj je Kirsten Dunst doživela s filmom Intervju z vampirjem iz leta 1994, ki je temeljil na istoimenskem romanu Anne Rice. Kirsten Dunst je v njem dobila vlogo otroškega vampirja Claudie, nadomestne hčerke likoma, ki sta ju upodobila Tom Cruise in Brad Pitt. Film je dobil tako kritike kot pohvale, vendar je veliko kritikov pohvalilo nastop Dunstove. Film vključuje tudi prizor, v katerem Brad Pitt (ki je bil takrat 18 let starejši od nje) poljubi Kirsten Dunst. V intervjuju z revijo Interview je povedala, da ji ob poljubu ni bilo najbolj prijetno: »Mislila sem si, da je to precej brutalno. Mislim, stara sem bila deset let!« Za film si je prislužila nagradi MTV Movie Award in Saturn Award ter svojo prvo nominacijo za Zlati globus.
Leta 1994 je igrala v drami Čas deklištva, kjer je poleg Wynone Ryder in Claire Danes upodobila Amy March. Film je v glavnem prejel same pozitivne kritike in pohvale; Janet Maslin iz New York Timesa je napisala, da je bila to najboljša filmska upodobitev istoimenskega romana do sedaj, pa tudi nastop Kirsten Dunst je pohvalila.
Leta 1995 se je pojavila v fantazijskem filmu Jumanji, ki je temeljil na istoimenskem romanu Chrisa Van Allsburga iz leta 1981. Zgodba govori o igri z nadnaravnimi močmi, ki ob vsakem premiku igralnih figuric do igralca pripelje živali in druge nevarne stvari iz džungle. V filmu so poleg nje igrali tudi Robin Williams, Bonnie Hunt in David Alan Grier, film sam pa je zaslužil 100 milijonov ameriških dolarjev. Tistega leta in leta 2002 jo je revija People imenovala za eno izmed najlepših ljudi na svetu. Leta 1996 je imela stransko vlogo v tretji sezoni NBC-jeve televizijske serije Urgenca. Upodobila je mlado prostitutko, Charlie Chiemingo, ki jo je pod zaščito vzel Dr. Doug Ross (tega je upodobil George Clooney). Leta 1997 je imela vlogo mlajše Anastazije v animiranem muzikalu, Anastazija. Istega leta se je pojavila v politični satiri Pasji dnevi poleg Roberta De Nira in Dustina Hoffmana. Naslednje leto, torej leta 1998 je glas posodila glavni vlogi, trinajstletni Kiki, čarovniški vajenki, ki zapusti svojo domačo vas, da bi preživela leto na svojem, v animiranem filmu Kiki's Delivery Service.
Kirsten Dunst je dobila vlogo Angele v filmu Lepota po ameriško iz leta 1999, vendar jo je zavrnila, saj se ni želela pojaviti v filmu s toliko scenami, ki vključujejo spolnost in ni želela poljubiti svojega kolega, Kevina Spaceyja. Kasneje je vse skupaj obrazložila z besedami: »Ko sem prebrala scenarij, sem bila stara komaj petnajst let in mislim, da nisem bila dovolj zrela, da bi ga razumela.« Istega leta se je poleg Michelle Williams pojavila v črni komediji Dick. To je bila parodija na Watergatski škandal, ki ga je povzročil predsednik Richard Nixon.
Igrala je v neodvisnem filmu Sofie Coppola z naslovom Deviški samomori iz leta 1999. V njem je igrala težavno Lux Lisbon. Film je premiero doživel na 43. filmskem festivalu San Francisco International Film Festival leta 2000. Dobil je zelo vzpodbudne pohvale.
Leta 2000 je igrala Torrance Shipman, kapetanko navijačic v filmu Zagrete navijačice. Film je dobil mešane kritike, Charles Taylor iz spletne strani Salon.com je na primer napisal, da film Dunstonovi ni zagotovil tako dobre vloge, kakršno je imela v filmih Dick in Deviški samomori, Jessica Winter iz revije The Village Voice pa je njen nastop pohvalila in napisala, da je Dunstova edini zares pomemben element v tem filmu. Film sam je iztržil 68 milijonov dolarjev.
Naslednjega leta (2001) je dobila glavno vlogo v najstniški komediji z naslovom Pozabi me!. Kasneje je pojasnila, da je eden izmed razlogov, da je vlogo sprejela ta, da je dobila priložnost za petje. Istega leta je v filmu Špica nadomestila igralko Marion Davies. Film je režiral režiser Peter Bogdanovich. S strani kritikov je v glavnem dobival same pohvale. Za svoje delo je Kirsten Dunst na filmskem festivalu Mar del Plata Film Festival prejela nagrado Silver Ombú v kategoriji za najboljšo igralko.

### Spider-Manin po njem
Leta 2002 je dobila vlogo v superjunaškem filmu Spider-Man, najpomembnejšem filmu v njeni karieri do takrat. V filmu je upodobila Mary Jane Watson, najboljšo prijateljico in simpatijo glavnega junaka, ki ga je upodobil Tobey Maguire. Film je režiral Sam Raimi. Film je pritegnil veliko pozornosti kritikov. Owen Gleiberman iz revije Entertainment Weekly je njen nastop pohvalil, tako kot kritik Kenneth Turan iz revije Los Angeles Times, ki je posebej pohvalil povezavo med Dunstovo in Maguirejem.. Vsega skupaj je film zaslužil 822 milijonov dolarjev, od tega so prvih 114 milijonov dobili že v prvem tednu predvajanja.
Po Spider-Manu je Kirsten Dunst dobila stransko vlogo v drami z naslovom Lahkomiselnost iz leta 2003. Istega leta je igrala v filmu Nasmeh Mone Lise, igralska zasedba pa je vključevala tudi igralke, kot so Julia Roberts, Maggie Gyllenhaal in Julia Stiles. Film je večinoma dobil negativne kritike, Manohla Dargis iz Los Angeles Timesa ga je na primer opisala kot »samozadovoljivega in redukcijskega«. Njena naslednja vloga je prišla na vrsto s filmom Večno sonce brezmadežnega uma, kjer je upodobila Mary Svevo, poleg nje pa smo lahko videli tudi Jima Carreyja, Kate Winslet in Toma Wilkinsona. Film je kasneje dobil več pohval, kot pa kritik, Entertainment Weekly na primer, vlogo Kirsten Dunst opiše kot »elegantno in pametno«. Film je zaslužil 72 milijonov dolarjev.
Leta 2004 je po filmu Spider-Man izšlo še njegovo nadaljevanje, film Spider-Man 2. Film je dobil pozitivne kritike. Z 783 milijoni dolarjev je postal to drugi najbolje iztrženi film tistega leta. Istega leta se je pojavila v romantični komediji z naslovom Wimbledon, v katerem je igrala naglo vzpenjajočo se tenisačico v kategoriji Wimbledon Championships, ob njej pa smo lahko videli Paula Bettanyja, ki je igral upokojeno teniško zvezdo. Film je dobil mešane kritike, a večina kritikov je nastop Kirsten Dunst pohvalilo; Claudia Puig iz revije USA Today je napisala, da je kemija med Bettanyjem in Dunstovo potencialna in da je Dunstova sama z vlogo opravila odlično delo.
Leta 2005 je poleg Orlanda Blooma igrala v filmu Elizabethtown, ki ga je režiral in napisal Cameron Crowe. V njem je Dunstova igrala stevardeso Claire Colburn. Film je premiero doživel na filmskem festivalu Toronto Film Festival v letu 2005. Delo s Cameronom Crowejem je Kirsten Dunst opisala kot dobro, a veliko težje, kot je pričakovala. Film je dobil tako pohvale kot kritike, revija Chicago Tribune ga je ocenila z eno od štirih zvezdic.
Njena naslednja vloga je bila vloga Marije Antoinette v biografskem filmu Marija Antoinetta. Film je temeljil na knjigi Antonie Fraser z naslovom Marie Antoinette: The Journey in je bil že njen drugi film, ki ga je režirala Sofia Coppola. Film so leta 2006 otvorili s premiero na filmskem festivalu Cannes Film Festival v Cannesu, kasneje pa je prejel več precej pozitivnih kritik. Zaslužil je 45 milijonov dolarjev.
Leta 2007 se je še zadnjič kot Mary Jane Watson pojavila v seriji filmov o Spidermanu, v filmu Spider-Man 3. Kljub temu, da sta prejšnja dva filma dobivala same pohvale, je ta film dobil tako pohvale kot kritike. Kakorkoli že, z 891 milijoni dolarjev vseeno postane film, ki je v vsej seriji zaslužil največ denarja. Kasneje je privolila v to, da bo Mary Jane upodobila tudi v četrtem filmu v seriji, a le pod pogojem, da se vrneta tudi Raimi in Maguire. Januarja 2010 so poročali, da so Dunstova, Raimi in Maguire dokončno izstopili iz franšize in da ne bo nobeden od njih nastopil v zadnjem delu, za katerega je izhod predviden enkrat v letu 2012.
V filmu iz leta 2008 z naslovom Kako izgubiti prijatelje in se odtujiti od ljudi igrala poleg igralca Simona Pegga. Film je temeljil na spominih Tobyja Younga, bivšega novinarja iz revije Vanity Fair.
Poleg Ryana Goslinga igra v filmu All Good Things. Podpiše tudi pogodbo, da se bo kot Marla Ruzicka pojavila v filmu Sweet Relief. Izrazi tudi zanimanje za vlogo Debbie Harry, članice banda Blondie v filmu Michela Gondryja o tem bandu, ki pa še ni izšel. Dobila je vlogo poleg Jima Sturgessa z naslovom Upside Down, ki bo izšel leta 2011. Režirala je tudi kratki film, imenovan Bastard, ki se je prvič predvajal na filmskem festivalu Tribeca Film Festival leta 2010 in bil kasneje predvajan tudi na filmskem festivalu Cannes Film Festival leta 2010. Kirsten Dunst je pred kratkim končala s snemanjem filma The Second Bakery Attack ob Brianu Geraghtyju. Od aprila 2010 je potrjeno, da bo Kirsten Dunst zaigrala v prihajajočem trilerju Larsa von Trierja, Melancholia poleg Kieferja Sutherlanda in Charlotte Rampling. Snemanje filma se je končalo v Trollhättanu, Švedska. Poleg igralcev, kot so Kristen Stewart, Sam Riley in Garrett Hedlund, bo zaigrala v filmu On the Road, katerega snemanje se je začelo avgusta leta 2010

### Glasba
V javnosti Kirsten Dunst prvič zapoje leta 2001, ko za film Pozabi me! zapoje dva soundtracka, ki ju je zanjo napisal Marc Shaiman. V filmu Špica lahko njen glas slišimo v jazzovski priredbi Henryja Creamerja in Turnerja Laytona z naslovom »After You've Gone«. V filmu Spider-Man 3 kot Mary Jane Watson zapoje dve pesmi, eno med nastopom na Broadwayskem teatru in drugo kot natakarica v jazz klubu. Pojavila se je tudi v videospotu Savage Garden za pesem »I Knew I Loved You« in zapela dve pesmi (»This Old Machine« in »Summer Day«) za solo album Jasona Schwartzmana, Nighttiming. V enem od intervjujev je povedala, da nima načrtov za izid lastnega albuma in da ne namerava slediti igralcem, kot sta Russell Crowe in Toni Collette. Rekla je: »Nikakor ne, nikoli. Ta način je mogoče deloval, ko je bila v središču pozornosti Barbra Streisand, ampak v teh časih je to nekoliko preveč zahtevno, bi rekla. Mislim, da je bolje, da pojem samo v filmih.«
Kirsten Dunst je zaigrala čarobno princeso Majokko v kratkem filmu Takashija Murakamija in McG-ja, Akihabara Majokko Princess, za katerega je zapela tudi pesem z naslovom »Turning Japanese«. Za film je bil prikazan tudi na prireditvi »Pop Life« v Londonu pred muzejem Tate Modern. Posnetek pokaže Kirsten Dunst, kako hodi naokoli po Akihabari in nakupuje v gneči v okrožju Tokia. Posnetek je izšel šele 1. oktobra 2009, 17. januarja 2010 pa v Londonu.

## Zasebno življenje
Kirsten Dunst ni bila nikoli poročena in nikoli ni posebej opredelila kakšnega dolgoročnega partnerja. Imela je nekaj kratkih razmerji, med drugim s scenaristom Jeffom Smeengeom, igralcem Jakeom Gyllenhaalom in glasbenikom Johnnyjem Borrellom iz Razorlighta.
Na predsedniških volitvah leta 2004 je podpirala demokratičnega kandidata Johna Kerryja. štiri leta pozneje pa demokratičnega kandidata Baracka Obamo. Kasneje je povedala, da je Obamo podpirala že od »začetka njegove kampanje«.

Njena humanitarna dela vključujejo tudi pomoč pri izdelovanju in promociji ogrlice za Elizabeth Glaser Pediatric AIDS Foundation. Pomagala je tudi pri širjenju ozaveščenosti glede raka na dojki; septembra 2008 je sodelovala v Stand Up to Cancer, da je zbrala denar za raziskave glede raka na dojkah. 5. decembra 2009 je sodelovala na Teletónu v Mehiki, kjer je pomagala zbirati denar za otroke na rehalibitaciji.
Potrdila je, da je imela v zgodnjem delu leta 2008 depresijo. Zahtevala je zdravljenje v zdravstvenem centru Cirque Lodge v Utahu. Razložila je, da se je slabo počutila že šest mesecov preden si je vzela odmor. Pozno marca tistega leta je prenehala z zdravljenjem in začela s snemanjem filma All Good Things. Maja, ko je tudi širši javnosti zaupala depresivnost, je rekla, da mora poudariti, da se s tem sooča še veliko drugih zelo uspešnih žensk in da je želela s tem samo odpraviti govorice, ki bi bile boleče tako zanjo kot za njeno družino in prijatelje.
Je dobra prijateljica z igralcema Jakeom Gyllenhaalom (ki je tudi njen bivši fant) in Bryce Dallas Howard.

## Filmografija
| Leto | Naslov                                                          | Vloga              | Opombe |
| ---- | --------------------------------------------------------------- | ------------------ | --- |
| 1989 | Zgodbe iz New Yorka                                             | Lisina hči         | |
| 1990 | The Bonfire of the Vanities                                     | Campbell McCoy     | |
| 1991 | High Strung                                                     | Mlado dekle        | |
| 1993 | Darkness Before Dawn                                            | Sandra Guard       | |
| 1993 | Sisters                                                         | Kitten Margolis    | Epizoda: »Dear Georgie« Epizoda: »The Land of the Lost Children« |
| 1993 | Zvezdne steze: nova generacija                                  | Hedril             | Epizoda: »Dark Page« |
| 1994 | Greedy                                                          | Jolene             | |
| 1994 | Intervju z vampirjem                                            | Claudia            | Boston Society of Film Critics Award za najboljšo stransko igralko Chicago Film Critics Association Award za najbolj obetajočo igralko MTV Movie Award za najboljši prebojni nastop Nominirana - Chicago Film Critics Association Award za najboljšo stransko igralko Nominirana - Zlati globus za najboljšo stransko igralko v filmu Nominirana - Chlotrudis Award najboljšo stransko igralko |
| 1994 | Čas deklištva                                                   | Mlada Amy March    | Boston Society of Film Critics Award za najboljšo stransko igralko Nominirana - Chlotrudis Award za najboljšo stransko igralko |
| 1995 | Jumanji                                                         | Judy Shepherd      | Nominirana - Saturn Award za najboljši nastop mlajšega igralca |
| 1996 | The Siege at Ruby Ridge (alias Ruby Ridge: An American Tragedy) | Sara Weaver        | YoungStar Award za najboljši nastop mlajše igralke v televizijskem filmu |
| 1996 | Mother Night                                                    | Mlada Resi Noth    | |
| 1996 | Touched by an Angel                                             | Amy Ann McCoy      | Epizoda: »Into the Light« |
| 1996 | Urgenca                                                         | Charlie Chiemingo  | Epizoda: »Ghosts« Epizoda: »Union Station« Epizoda: »Homeless for the Holidays« Epizoda: »Night Shift« Epizoda: »Post Mortem« Epizoda: »One More for the Road« |
| 1997 | The Outer Limits                                                | Joyce Taylor       | Epizoda: »Music of the Spheres« |
| 1997 | Tower of Terror                                                 | Anna Petterson     | |
| 1997 | Anastazija                                                      | Mlada Anastasia    | glas |
| 1997 | Gun                                                             | Sondra             | Epizoda: »The Hole« |
| 1997 | Pasji dnevi                                                     | Tracy Limes        | |
| 1997 | True Heart                                                      | Bonnie             | |
| 1998 | Stories from My Childhood                                       | Alice/Gerta        | Epizoda: »The Snow Queen« Epizoda: »Alice and the Mystery of the Third« |
| 1998 | Fifteen and Pregnant                                            | Tina Spangler      | Televizijski film |
| 1998 | Kiki's Delivery Service                                         | Kiki               | glas |
| 1998 | Small Soldiers                                                  | Christy Fimple     | |
| 1998 | The Hairy Bird                                                  | Verena von Stefan  | |
| 1998 | The Animated Adventures of Tom Sawyer                           | Becky Thatcher     | glas |
| 1998 | Strike!                                                         | Verena von Stefan  | |
| 1999 | The Devil's Arithmetic                                          | Hannah Stern       | televizijski film |
| 1999 | Deviški samomori                                                | Lux Lisbon         | Nominirana - Teen Choice Award za film - Izbira igralke |
| 1999 | Crkni lepotica                                                  | Amber Atkins       | |
| 1999 | Dick                                                            | Betsy Jobs         | |
| 2000 | All Forgotten                                                   | Zinaida            | |
| 2000 | The Crow: Salvation                                             | Erin Randall       | |
| 2000 | Luckytown                                                       | Lidda Doyles       | |
| 2000 | Zagrete navijačice                                              | Torrance Shipman   | |
| 2000 | Deeply                                                          | Silly              | |
| 2001 | Pozabi me!                                                      | Kelly Woods/Helena | Nominirana - Teen Choice Award za film - Izbira kemije |
| 2001 | Crazy/Beautiful                                                 | Nicole Oakley      | |
| 2001 | Špica                                                           | Marion Davies      | Mar del Plata Film Festival Award za najboljšo igralko |
| 2002 | Spider-Man                                                      | Mary Jane Watson   | Empire Award za najboljšo igralko MTV Movie Award za najboljši ženski nastop MTV Movie Award za najboljši poljub Teen Choice Award za film - Izbira filma Nominirana - Teen Choice Award za film - Izbira igralke v drami/akcijski avanturi Nominirana - Teen Choice Award za film - Izbira kemije                                                                                             |
| 2003 | The Death and Life of Nancy Eaton                               |                    | TV |
| 2003 | Lahkomiselnost                                                  | Sofia Mellinger    | |
| 2003 | Kaena: The Prophecy                                             | Kaena              | glas |
| 2003 | Nasmeh Mone Lise                                                | Betty Warren       | Nominirana - Teen Choice Award za izbiro filmskih oblačil |
| 2004 | Večno sonce brezmadežnega uma                                   | Mary Svevo         | |
| 2004 | Spider-Man 2                                                    | Mary Jane Watson   | Empire Movie Award za najboljšo igralko Nominirana - People's Choice Award za najljubšo kemijo na ekranu |
| 2004 | Wimbledon                                                       | Lizzie Bradbury    | |
| 2005 | Elizabethtown                                                   | Claire Colburn     | |
| 2006 | Marija Antoaneta                                                | Marija Antoaneta   | |
| 2007 | Spider-Man 3                                                    | Mary Jane Watson   | Nominirana - People's Choice Award za najljubši par na ekranu Nominirana - Teen Choice Award za izbiro filma - Šminka Nominirana - Teen Choice Award za izbiro filmske igralke - Drama/akcijska avantura Nominirana - National Movie Award za najboljši nastop ženske igralke |
| 2008 | How to Lose Friends and Alienate People                         | Alison Olsen       | |
| 2010 | The Second Bakery Attack                                        | Nat                | Končano – Kratki film |
| 2010 | All Good Things                                                 | Katie McCarthy     | Končano |
| 2011 | Upside Down                                                     | Eve                | Pre-produkcija |
| 2011 | On the Road                                                     | Camille            | V snemanju |
| 2011 | Melancholia                                                     | Justine            | Post-produkcija |